# Africaleurodes loganiaceae
Africaleurodes loganiaceae es un hemíptero de la familia Aleyrodidae, subfamilia Aleyrodinae.
Fue descrita científicamente en 1934 por Dozier.